# Monpardiac

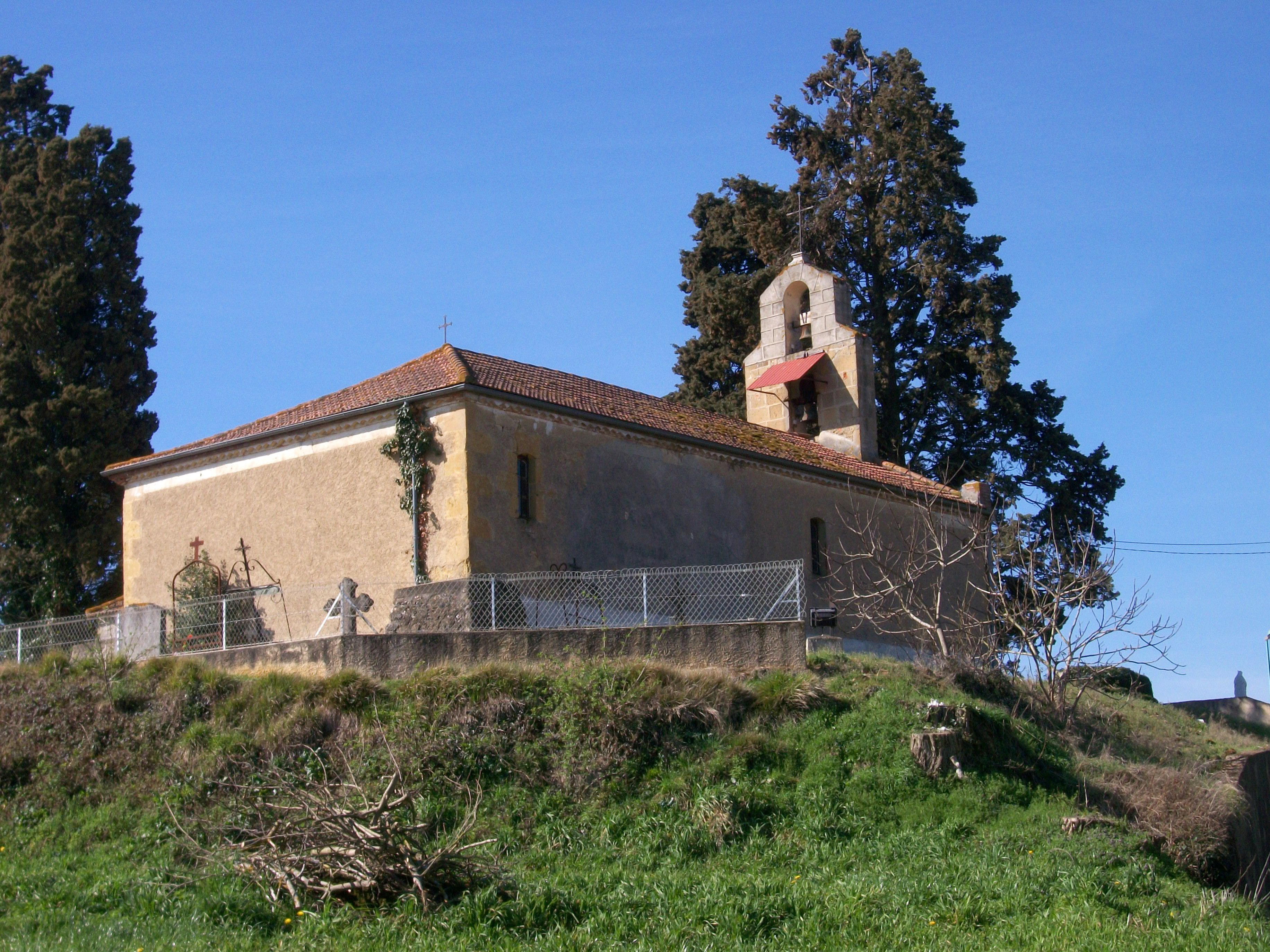
Chiesa di Monpardiac

Monpardiac è un comune francese di 44 abitanti situato nel dipartimento del Gers nella regione dell'Occitania.

## Società

### Evoluzione demografica
Abitanti censiti